# MCUBS MidCity投資法人
MCUBS MidCity投資法人（エムシーユービーエス ミッドシティとうしほうじん）は、かつて存在した東証上場の投資法人（J-REIT）。旧MIDリート投資法人。

## 概要
2006年にスポンサーのMID都市開発により、大阪圏のオフィスビルに重点投資するMIDリート投資法人として設立され、本店所在地はMID都市開発と同様にアクア堂島（大阪市北区堂島浜）だった（登録番号 近畿財務局長 第2号）。
2015年に三菱商事・ユービーエス・リアルティ株式会社が、MIDリートマネジメントの株式を取得し、同社の商号がMCUBS MidCity株式会社に変更。スポンサーが三菱商事・ユービーエス・リアルティ（MCUBS）に変更となり、投資対象が大阪圏から三大都市圏のオフィスビル中心と改められ、MCUBS MidCity投資法人に商号変更され、本店は東京に移転された。2021年にMCUBSが運営する日本リテールファンド投資法人に吸収合併され消滅した。

## 沿革
- 2006年6月1日 - MIDリート投資法人として設立。資産運用会社は「MIDリートマネジメント株式会社」。
- 2006年6月22日 - 投信法第187条に基づく内閣総理大臣による登録（登録番号 近畿財務局長 第2号）[2]。
- 2006年8月29日 - 東証に上場。
- 2015年6月16日 - MCUBS MidCity投資法人に商号変更。
- 2015年10月5日 - 東京都千代田区丸の内二丁目7番3号へ本店移転（登録番号 関東財務局長 第109号）。
- 2019年 - 資産運用会社のMCUBS MidCity株式会社が、三菱商事・ユービーエス・リアルティ株式会社に吸収合併。
- 2021年2月25日 - 上場廃止
- 2021年3月1日 - 日本リテールファンド投資法人に吸収合併され消滅（同投資法人は日本都市ファンド投資法人に商号変更）[3]。

## 主な所有ビル
- ツイン21
- MID今橋ビル
- 北浜MIDビル
- MID西本町ビル
- 肥後橋MIDビル